# Calcopirite
La calcopirite (simbolo IMA: Ccp) è un minerale del gruppo omonimo appartenente alla famiglia dei "solfuri e solfosali" con composizione chimica CuFeS2.

## Etimologia e storia
Il minerale deve il suo nome a Johann Friedrich Henckel che nel 1725 usò la parola greca χαλκός ('khalcós', rame) e il nome pirite, che a sua volta deriva dal greco πῦρ ('pur', fuoco) e λἱθος ('lithos', pietra).

## Classificazione
La classica nona edizione della sistematica dei minerali di Strunz, aggiornata dall'Associazione Mineralogica Internazionale (IMA) fino al 2009, elenca la calcopirite nella classe "2. Solfuri e solfosali" e da lì nella sottoclasse "2.C Solfuri metallici, M:S = 1:1 (e similari)"; questa viene ulteriormente suddivisa in base alla presenza o meno di alcuni metalli nel composto, in modo che la calcopirite possa essere trovata nella sezione "2.CB Con Zn, Fe, Cu, Ag, ecc." dove forma il sistema nº 2.CB.10a insieme a eskebornite, gallite, gentnerite, laforêtite, lenaite e roquesite.
Tale classificazione viene mantenuta anche nell'edizione successiva, proseguita dal database "mindat.org" e chiamata Classificazione Strunz-mindat, nella quale il sistema 2.CB.10a è composto da lenaite, gallite, roquesite, eskebornite, laforêtite e altri due minerali in attesa di assegnazione definitiva di un nome.
Nella Sistematica dei lapis (Lapis-Systematik) di Stefan Weiß la calcopirite si trova nella classe dei "solfuri e solfosali (solfuri, seleniuri, tellururi, arseniuri, antimoniuri, bismutiri)" e da lì nella sottoclasse dei "solfuri con metallo: S,Se,Te ~ 1:1"; qui forma il "gruppo della calcopirite" con il numero di sistema II/C.03 insieme a eskebornite, lenaite, shenzhuangite, gallite, roquesite e laforêtite.
Anche nella classificazione dei minerali secondo Dana, usata principalmente nel mondo anglosassone, la calcopirite si trova nella famiglia dei "solfuri e solfosali"; qui è nella classe dei "minerali solfuri" e nella sottoclasse dei "solfuri – compresi seleniuri e tellururi – con composizione AmBnXp, con (m+n):p=1:1" dove forma il "gruppo della calcopirite (Tetragonale: I42d)" con il numero di sistema 02.09.01 insieme a eskebornite, gallite, roquesite e lenaite.

## Abito cristallino

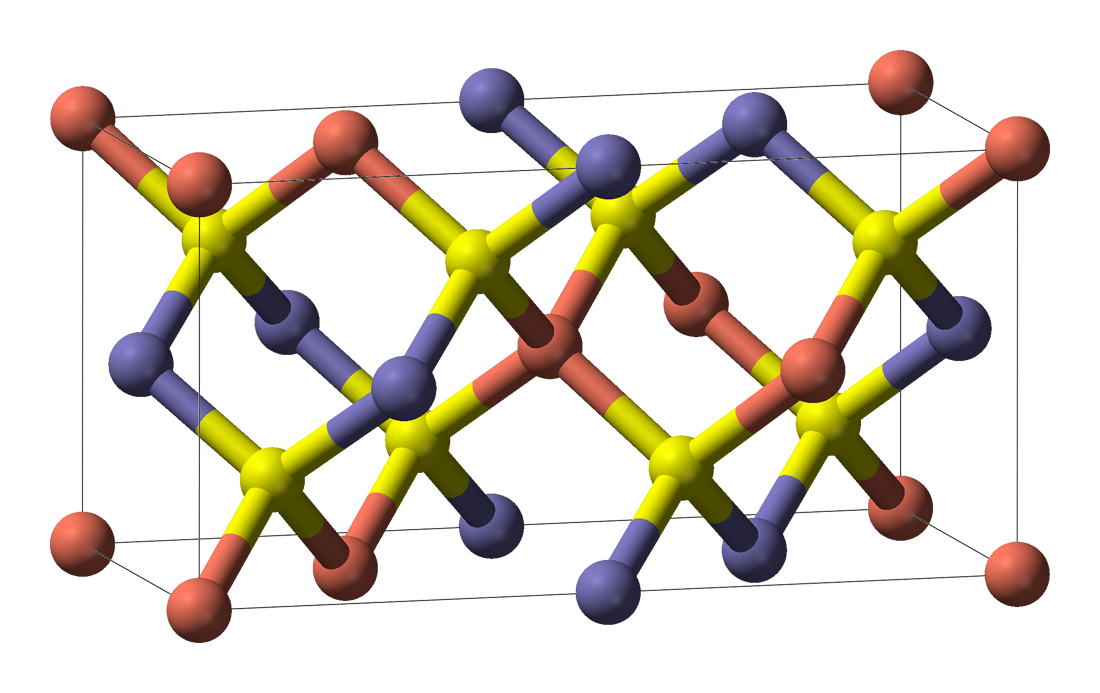
La cella unitaria della calcopirite. Il rame è in rosa, il ferro in blu e lo zolfo in giallo.

La calcopirite cristallizza nel sistema tetragonale nel gruppo spaziale I42d (gruppo nº 122) con i parametri reticolari a = 5,289 Å e c = 10,423 Å, oltre ad avere 4 unità di formula per cella unitaria.

## Chimica
La calcopirite ha una composizione teorica del 34,6% di rame, 30,5% di ferro e 34,9% di zolfo e in natura si trova per lo più pura. Tuttavia, può contenere tracce di oro, argento e ferro in eccesso come impurità.

## Origine e giacitura
La calcopirite è un minerale primario presente in vene idrotermali, stockwork, disseminazioni e massicce sostituzioni; la calcopirite è anche un prodotto di essoluzione in rocce ignee mafiche. Inoltre il minerale può essere di origine sedimentaria controllata da condizioni redox. La paragenesi è con galena,sfalerite, pirite, tetraedrite e molti solfuri del rame.
La calcopirite è un minerale molto comune ed è pertanto stata trovata in numerosissimi siti sparsi per il mondo. Essendo un minerale conosciuto da almeno il XVIII secolo, non è nota la sua località tipo.

## Forma in cui si presenta in natura
La calcopirite si presenta tipicamente con cristalli di forma tetraedrica, comunemente massicci e compatti; possono essere anche botrioidali.
Il minerale è opaco con lucentezza metallica; il colore è giallo ottone, spesso con una patina iridescente nera, rossa, viola, blu, mentre il colore del suo striscio è nero verdastro.

## Proprietà
Il minerale viene talvolta confuso con la pirite (che cristallizza nel sistema cubico) per via della sua lucentezza dorata e della sua geminazione tetraedrica. La calcopirite, invece, ha un colore giallastro più intenso e, a causa dell'esposizione agli agenti atmosferici, con il tempo assume un colore diverso.
Se posta sul carbone davanti al cannello a soffiatura, la calcopirite si fonde facilmente trasformandosi in una sfera magnetica grigio-nera. Non reagisce con l'acido cloridrico (HCl), ma si dissolve nell'acido nitrico (HNO3) con rilascio di zolfo.